# 池田駅前公園
池田駅前公園（いけだえきまえこうえん、英: Ikeda Station Park）は、大阪府池田市菅原町にある公園である。

## 概要
都市計画公園のうち、街区公園に属する。阪急電鉄宝塚本線池田駅の駅前にある。遊具には、すべり台などをもつ複合遊具の他に、ブランコや砂場がある。トイレが設備されている。園内には、十数本のソメイヨシノがある。公園の南部にある「都市の森」には、杉でできたテーブルと椅子に日除けをつけた休憩所が設けられている。

## 由来
1973年（昭和48年）に、公園の計画が決定する。1974年（昭和49年）、もともと市役所の庁舎が建っていた土地に、公園を造成する工事が開始される。同年6月、「都市の森」が完成される。これは、市の緑化推進事業として計画され、全国の100の都市から寄贈された市木などを植樹したもので、面積はおよそ 700 平方メートルである。贈られた木の中には、札幌市のライラックや沖縄市のハイビスカスも含まれる。
1979年（昭和54年）、公園のすべてが完成される。総面積はおよそ 3,500 平方メートルである。1989年（平成元年）4月、池田市制施行50周年を記念して、まち角の図書館の1号館が設置される。2010年（平成22年）、電波ソーラー時計が設置される。

## 交通アクセス・周辺
池田駅の2階コンコースとステーションNビルは、歩道橋で直接つながっており、同ビルと当公園も、歩道橋で直接つながっている。同じ区画の中に、中央公民館がある。東側の道路を挟んで向かいには、市役所がある。南端は、国道176号に接している。

東へ 170 メートルほどのところに、池田市立池田小学校がある。東へ 500 メートルほどのところに、市立池田病院がある。南東へ 50 メートルほどのところに、池田郵便局がある。南へ 500 メートルほどのところに、安藤百福発明記念館 大阪池田がある。西へ 300 メートルほどのところに、サンシティ池田がある。